# Velika nagrada Provanse
Velika nagrada Provanse je bila avtomobilistična dirka, ki je potekala med letoma 1925 in 1933 potekala v francoskih mestih Miramas in Nîmes. Najuspešnejši dirkač na dirki je Henry Segrave z dvema zmagama na prvih dveh dirkah, med moštvi pa Bugatti s tremi zmagami.

## Zmagovalci
| Leto | Zmagovalec               | Moštvo  | Dirkališče | Poročilo |
| ---- | ------------------------ | ------- | ---------- | -------- |
| 1933 | Marcel Jacob (*)         | Bugatti | Nîmes      | Poročilo |
| 1932 | Stanislas Czaykowski (*) | Bugatti | Nîmes      | Poročilo |
| 1927 | Louis Chiron             | Bugatti | Miramas    | Poročilo |
| 1926 | Henry Segrave            | Talbot  | Miramas    | Poročilo |
| 1925 | Henry Segrave            | Talbot  | Miramas    | Poročilo |

(* : Ie et IIe Trophée de Provence voiturettes et cyclecars)